# The Butterflies
The Butterflies was een Amersfoorts duo, bestaande uit de broers Luc (1939) en Godert van Colmjon (1943-2009). Het was vooral bekend van de hits Dixieland en Willem, word wakker.

## Biografie
The Butterflies breken in augustus 1956 door met het nummer Dixieland, een cover van de Muskrat ramble van Louis Armstrong & his Hot Five. Godert en Luc van Colmjon zijn dan respectievelijk 12 en 17 jaar oud. Dixieland komt destijds tot de tweede plaats in de hitparade. De singles die daarna worden uitgebracht weten dit succes niet te evenaren. Het duurt zelfs tot 1958 tot The Butterflies weer een hit hebben. Het nummer Willem, word wakker, dat als Wake Up Little Susie eerder dat jaar een grote hit was voor The Everly Brothers, bereikt de zevende plaats in de hitlijst.
In 1961 keerden The Butterflies weer terug in de hitlijst. Met het nummer Van 1, 2, 3 staan ze vier weken op de laatste plaats in de top 20. Later dat jaar scoorden ze een #2-hit met hun versie van Brigitte Bardot. Dit succes was echter te danken aan de andere versies die er datzelfde jaar van genoteerd stonden, zoals de originele versie van de Braziliaanse zanger Jorge Veiga en de vertaling van het Indisch jongensduo De Emeralds. Na dit nummer brengen The Butterflies nog drie singles uit, maar deze blijven onopgemerkt. In 1963 verdwijnen ze uit de publiciteit.

## Bezetting
- Luc van Colmjon
- Godert van Colmjon

## Discografie
Selectie:
| Title                | datum           | Aantal maanden | Hoogste plaats |
| -------------------- | --------------- | -------------- | -------------- |
| Dixieland            | augustus 1956   | 3              | 4              |
| Willem, wordt wakker | juni 1958       | 7              | 7              |
| Van 1, 2, 3          | 28 januari 1961 | 16             | 4              |
| Brigitte Bardot      | november 1961   | 2              | 5              |